# Novinska agencija Khaama Press
Khaama press (perzijski خبرگزاری خامه پرس) je najveća afganistanska novinska agencija. Osnovana je krajem 2010. godine u glavnom i najvećem afganistanskom gradu Kabulu. Osnivač agencije je afganistanski novinar Khushnood Nabizada.
Agencija svoje članke i objave piše na engleskom, paštunskom i perzijskom jeziku.  Glavne teme izvještavanja su politika i gospodarstvo, a glavni fokus je na samom teritoriju Afganistana.
Web mjesto agencije jedno je od najpopularnijih internetskih stranica u cijelom Afganistanu. Čitatelji sadržaja uglavnom su Afganistanci, Indijci, Amerikanci, Iranci i Nijemci, a web mjesto agencije ima preko 50 000 jedinstvenih posjeta dnevno.
Na raznim društvenim mrežama agencija ima preko 550 000 pratitelja.

## Vanjske poveznice
Službena web stranica